# Ханден
Ханден (на шведски: Handen) е град в лен Стокхолм, източната част на централна Швеция. Главен административен център на община Ханинге. Ханден и предградие (град-сателит) на Стокхолм. Намира се на около 25 km на югоизток от централната част на Стокхолм. Има жп гара. Населението на града е 11 524 жители според данни от преброяването през 2003 г.